# فرودگاه تورکو
فرودگاه تورکو (به انگلیسی: Turku Airport) (به زبان بومی: Turun lentoasema) یک فرودگاه همگانی مسافربری با کد یاتا TKU است که یک باند فرود آسفالت دارد و طول باند آن ۲۵۰۰ متر است. این فرودگاه در شهر تورکو کشور فنلاند قرار دارد و در ارتفاع ۴۹ متری از سطح دریا واقع شده است.

## شرکت‌های هواپیمایی و مقصدهای پروازی

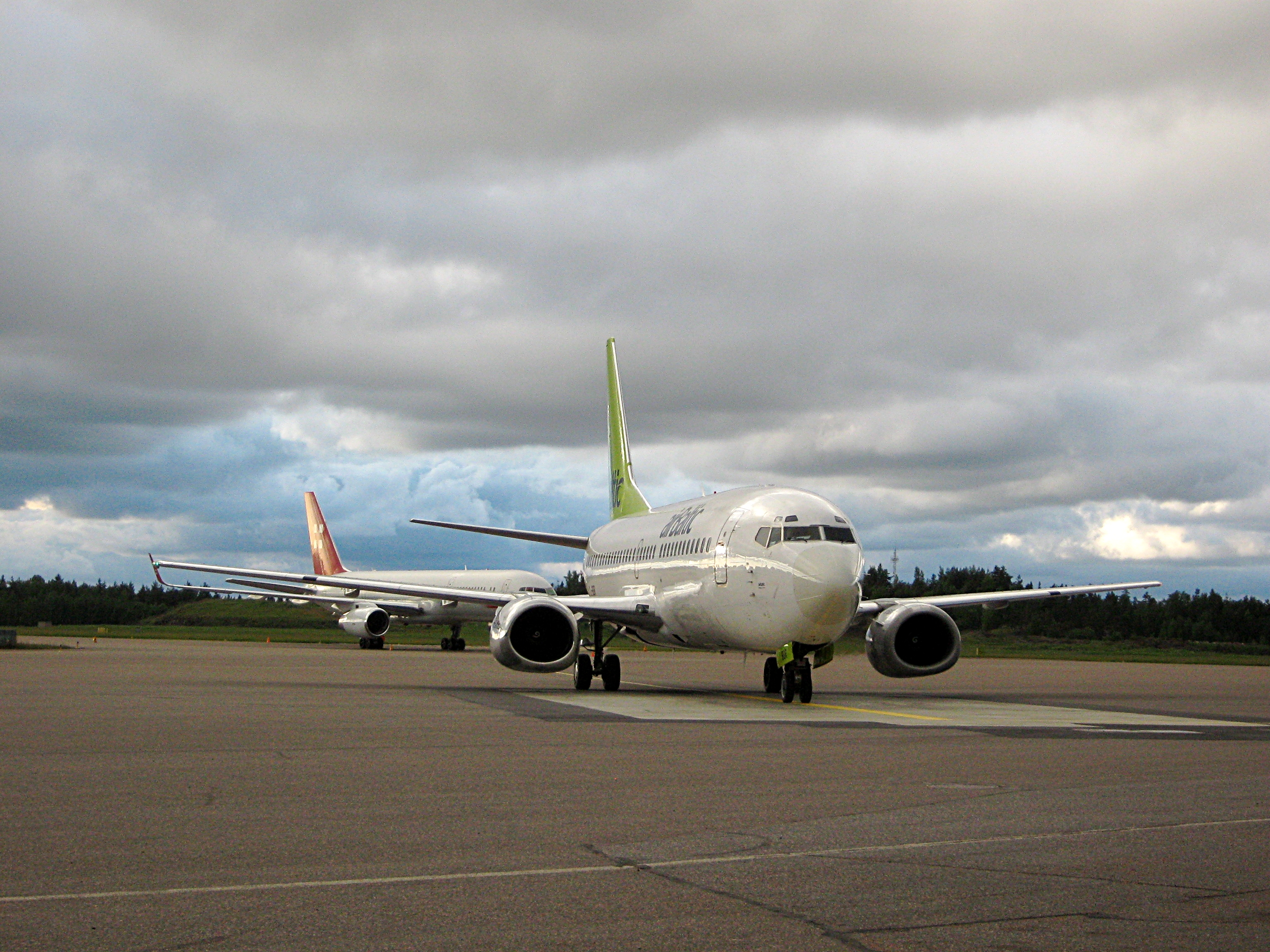
airBaltic

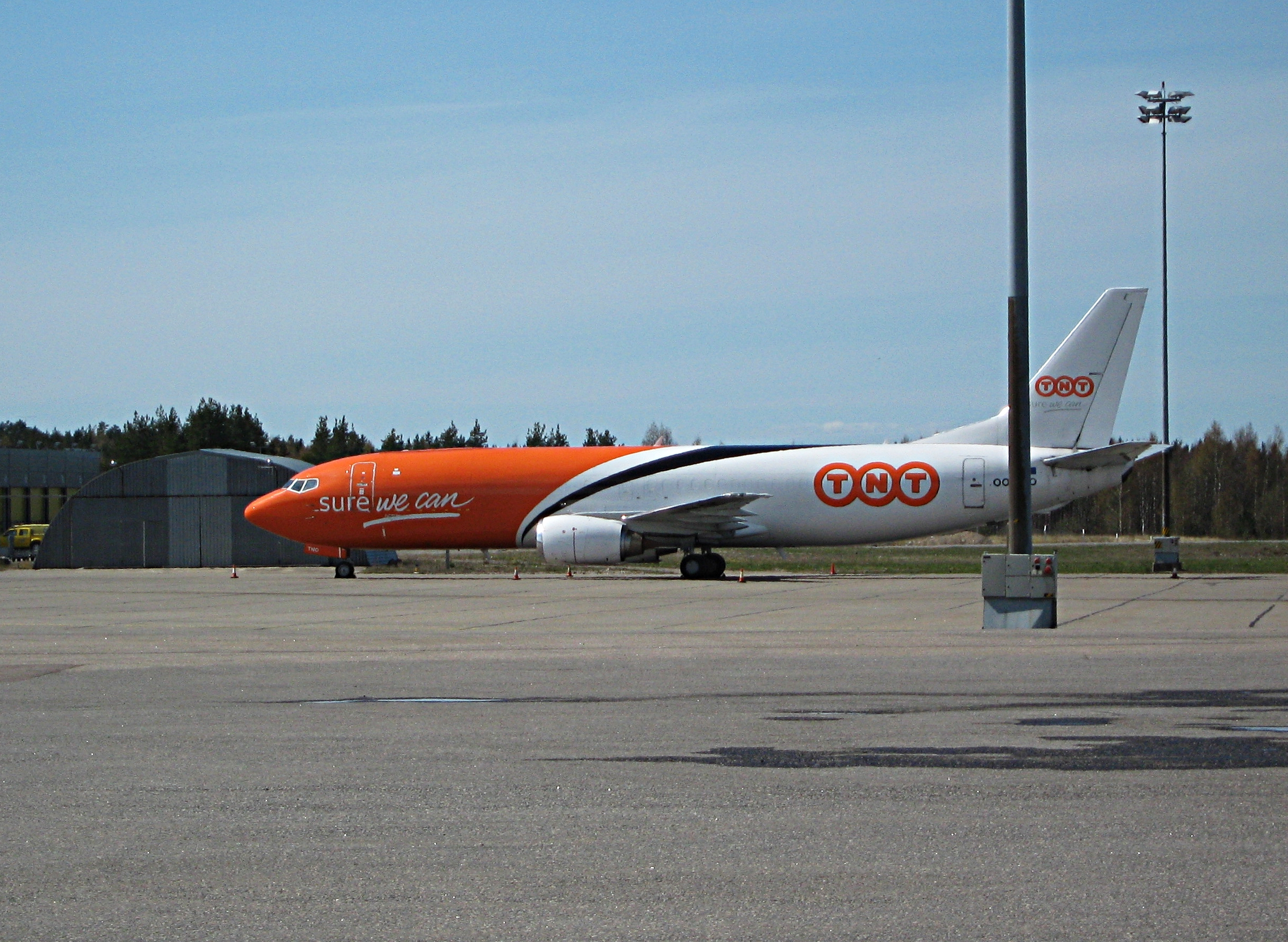
TNT

### مسافری
| شرکت‌های هواپیمایی                       | مقصدهای پروازی                 |
| --------------------------------------- | ------------------------------ |
| ایربالتیک                               | ریگا                           |
| فن‌ایر اجرا توسط نوردیک رجیونال ایرلاینز | هلسینکی، ماریاهام فصلی: کیتیلا |
| نکست‌جت                                  | ماریاهام                       |
| هواپیمایی اسکاندیناوی1                  | استکهلم-آرلاندا                |
| Thomas Cook Airlines Scandinavia        | فصلی: گرن کناریا، تنریف جنوبی  |
| ویز ایر                                 | گدایسک لخ والسا                |

^  Some flights اجرا توسط سیمبر، CityJet، فلای‌بی or جت تایم.

### باری
ASL Airlines Belgium has daily flights, but many other less frequently sighted Air Cargo companies also visit Turku, such as Ukraine Air Alliance، Ruby Star and ای‌اس‌ال ایرلاینز سوئیس for example.
| شرکت‌های هواپیمایی    | مقصدهای پروازی                              |
| -------------------- | ------------------------------------------- |
| ASL Airlines Belgium | گوتنبرگ-لاندوتر، لیژ، لنارت مری تالین، ریگا |